# جبل أوليمبوس
جبل أوليمبوس أو الأوليمب هو أعلى جبل في اليونان حيث يبلغ 2,917.727 مترًا (9,570 قدمًا)، يقع قرب خليج الثيرمى التابع لبحر إيجة، على الحدود بين منطقتي ثيساليا ومقدونيا، وتحديدًا بين وحدتي لاريسا وبيريا الإقليميتين، وعلى بُعد نحو 80 كيلومترًا جنوب غرب مدينة سالونيك، يضم الجبل 52 قمة وأودية عميقة، وتُعد قمته الأعلى ميتيكاس، أعلى قمة في اليونان، وأيضًا من أعلى القمم في أوروبا من حيث البروز الطبوغرافي. وتشير التقديرات أن التكوينات الصخرية الرئيسية خاصته لها وجود منذ أكثر من 20 مليون سنة تقريبًا. ويغطيه الثلج أغلب فصول السنة.
كان جبل أوليمبوس مقدسًا في الأساطير الإغريقية القديمة، فهو موطن الآلهة الإغريقية، وتحديدًا على قمة ميتيكاس. يتميز الجبل بتنوعٍ بيولوجي استثنائي وغطاء نباتي غني. وقد أُعلِن أوليمبوس منتزهًا وطنيًا عام 1938، ليكون بذلك أول منتزه وطني في اليونان، كما يُعد محميّة طبيعية عالمية ضمن برنامج الإنسان والمحيط الحيوي.
يُعد جبل أوليمبوس أشهر قمة جبلية للمشي والتسلّق في اليونان، ومن بين الأكثر شهرة في أوروبا أيضًا. وتتوفر فيه ملاجئ جبلية منظمة، بالإضافة إلى مسارات متنوعة للمشي الجبلي وتسلق القمم. أما نقطة الانطلاق الأكثر شيوعًا، فهي بلدة ليتوخورو، الواقعة عند السفوح الشرقية للجبل، على بُعد نحو 100 كيلومتر (62 ميلًا) من مدينة سالونيك.

## الأهمية التاريخية
اعتقد الإغريق أن آلهتهم تعيش فوق جبل أوليمبوس في منطقة ثيساليا والذي كانت تحرسه ربات الفصول (بالإنجليزية: Horai). وفوق هذا الجبل يقع قصر كبير الآلهة زيوس والذي كان تعقد فيه اجتماعات الآلهة بناء على دعوة من زيوس.
حيث كان المقر لكبير الآلهة زيوس بالإضافة إلى عدد آخر من الآلهة مثل هيرا، أبولو، ديونيسوس، ديميتر، أرتميس، هيبي، آرس، هرمس، أثينا، بوسيدون، أفروديت، هيستيا.

## قصور و احتفالات أوليمبس
ويوجد هناك قصور أخرى في السماء للآلهة ولكنهم كان عليهم الحضور إلى أوليمبوس فور استدعاء زيوس لهم. وهناك فوق أوليمبوس يطعم الآلهة ويشربون ولكن طعامهم (بالإنجليزية: Ambrosia) ليس كطعام البشر وشرابهم نكتار (بالإنجليزية: Nectar) ليس كشراب البشر، وساقيتهم الرشيقة هيبي تمر بينهم لتقدم لهم الشراب على أنغام قيتارة أبولون وغناء ربات الفنون والرقص والشعر.